# Езерен голец
Езерните голци (Salvelinus namaycush) са вид актиноптери от семейство Пъстървови (Salmonidae).
Срещат се в северните части на Северна Америка.
Таксонът е описан за пръв път от Йохан Юлиус Валбаум през 1792 година.